# Dragalić
Dragalić est un village et une municipalité située dans le comitat de Brod-Posavina, en Croatie. Au recensement de 2001, la municipalité comptait 1 282 habitants, dont 79,72 % de Croates et 15,29 % de Serbes ; le village seul comptait 581 habitants.

## Localités
La municipalité de Dragalić compte 6 localités :
| - Donji Bogićevci - Dragalić - Gorice | - Mašić - Medari - Poljane |